# Школьный дневник

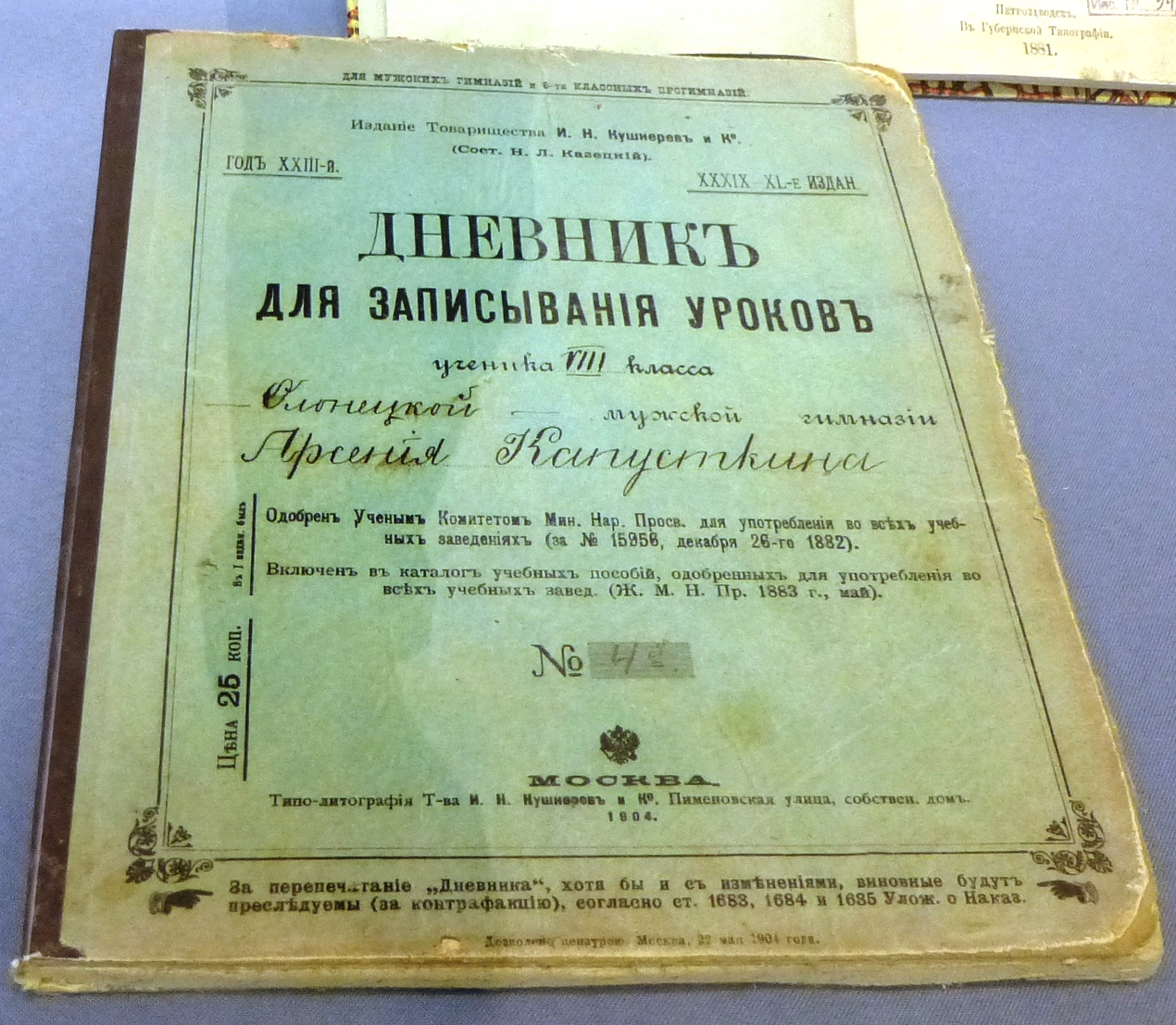
Дневник гимназиста Олонецкой губернской мужской гимназии, 1904 год издания

Литовская книжка оценок 1985 года издания

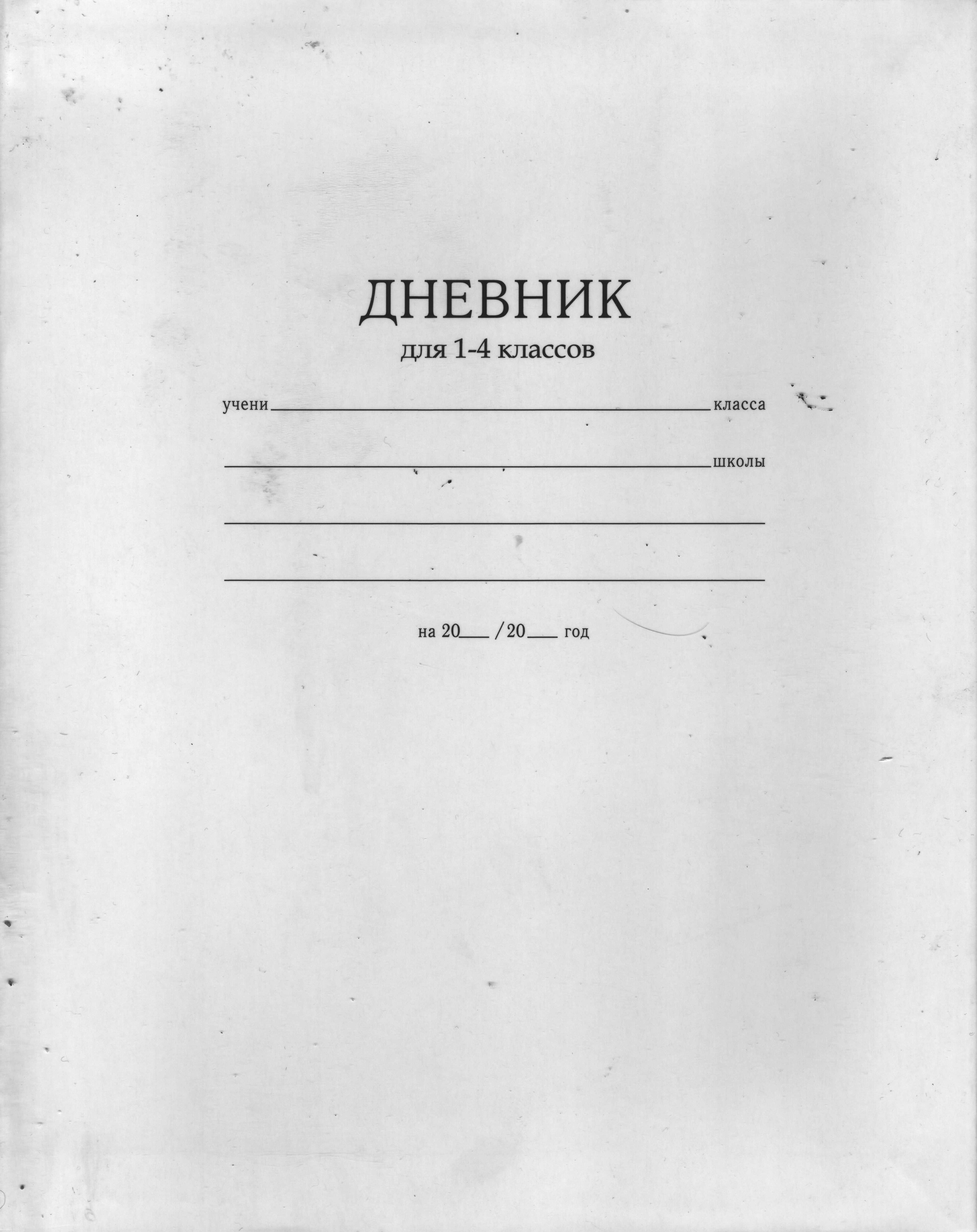
Классический титульный лист современного дневника

Школьный дневник, дневник школьника — основной документ школьника на время обучения. Дневник выполняет функции журнала регистрации оценок, полученных на уроках, замечаниях по поведению и прилежанию, средства общения учителей и родителей, а также показатель успеваемости ученика.
В Литве школьный дневник называется книжка оценок (лит. pažymių knygelė). В 1985 году книжка оценок для I—III классов была двуязычной, русско-литовской, и содержала правила для учащихся, расписание уроков, таблицы для отметок по предметам, графы для поощрений и замечаний, графы для подписей родителей и классного руководителя, нормы ГТО и на предпоследней странице — табель успеваемости. В конце 1980-х в Литве выпускался также дневник учащегося (лит. mokinio dienoraštis) и использовался вместо книжки оценок, однако это название не прижилось.
В России нет закона или нормативно-правовых актов федерального уровня, обязывающего учащегося вести школьный дневник. Данное требование (вместе с требованиями к ведению дневника учителями, классными руководителями, родителями и администрацией школы) обычно закрепляется в местных школьных нормативно-правовых актах.

## Разметка дневника

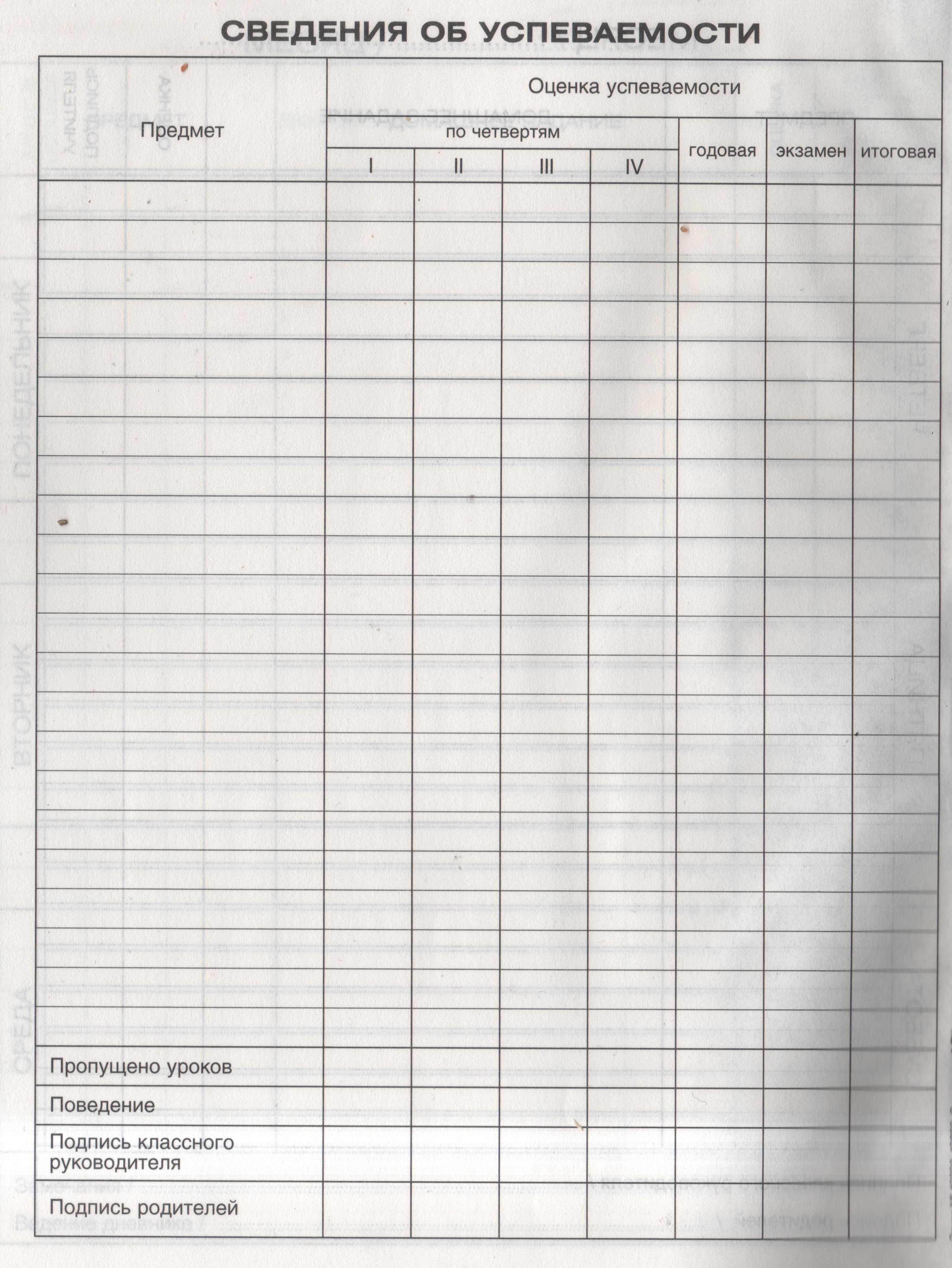
Сведения об успеваемости в дневнике

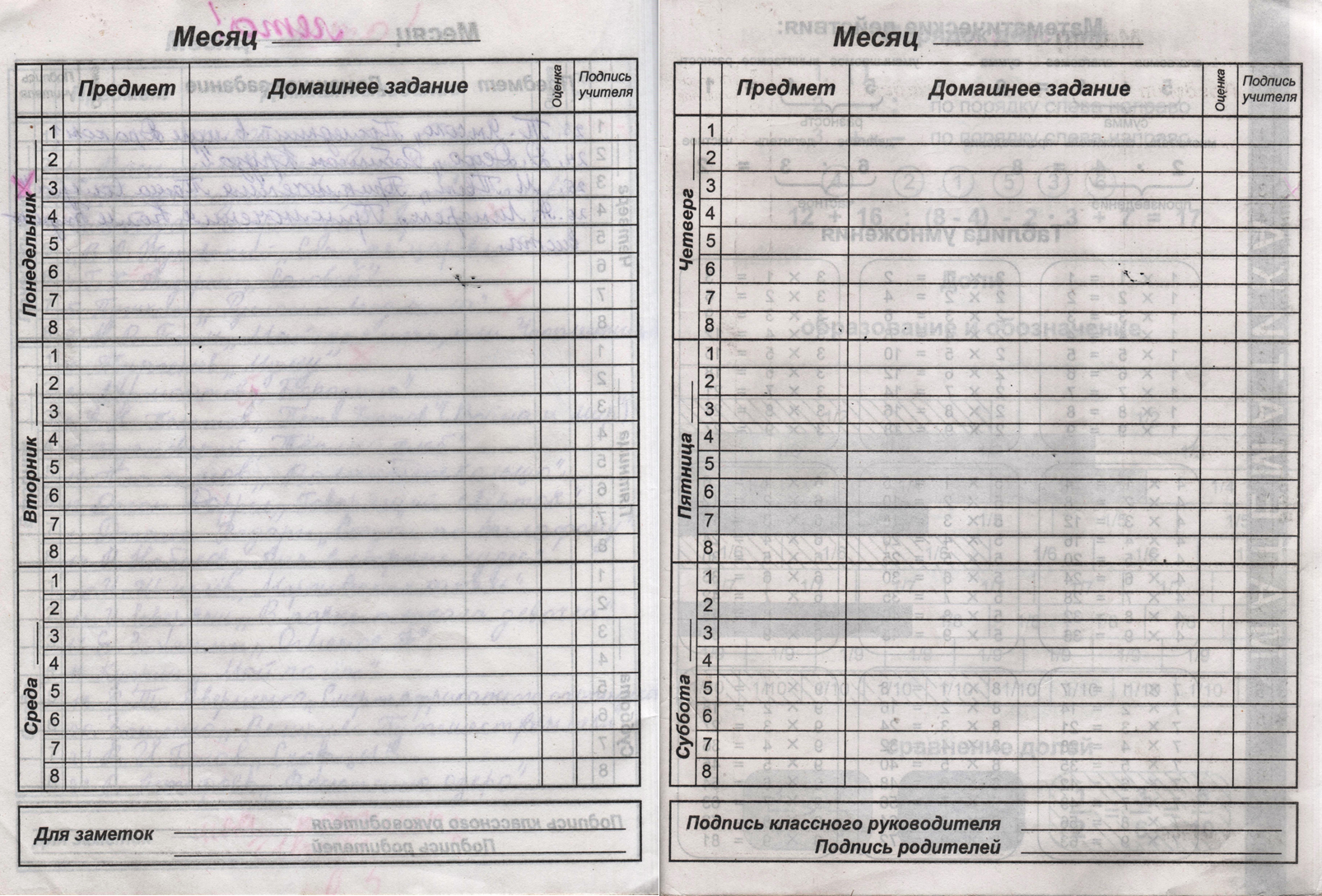
Классическая разметка на неделю

Школьный дневник большей частью разделён на таблицы. На обложке и первой странице, как правило, помещается титульный лист, за ним следует таблица «Список преподавателей», куда ученик записывает названия учебных предметов и ФИО преподавателей, преподающих эти предметы (иногда также туда записываются ФИО классного руководителя, директора и завуча). Также в дневнике, в зависимости от оформления, могут присутствовать таблицы с расписанием уроков, а также внеклассных, внешкольных и факультативных занятий. В конце дневника представлена сводная таблица «Сведения об успеваемости», куда вносятся отметки по всем изучаемым предметам за четверть (или триместр), а также годовые, экзаменационные и итоговые. Годовые, как правило, выставляются на основе большинства оценок по четвертям (триместрам) за учебный год, экзаменационные — за сданный экзамен, а итоговые — за все остальные. Также в этой таблице присутствуют графы «Поведение», «Подпись классного руководителя» и «Подпись родителей».
Остальную, наибольшую часть дневника занимают одинаковые таблицы учебной недели.
Типичная разметка на одну учебную неделю (см. фото) представляет собой таблицу, разделённую на шесть дней недели с понедельника по субботу (если учебная неделя шестидневная; как правило, ученики начальных классов учатся пять дней в неделю). Над таблицей пишется текущий месяц (иногда, в зависимости от исполнения разметки или же устава школы, и текущий год). В таблице «Суббота» в нижние строки графы «Домашнее задание» обычно пишутся, в зависимости от распорядка школы, одна под другой фразы «Поведение» и «Ведение дневника» — общие отметки поведения и ведения дневника учеником за неделю.
Школьники заполняют графы «Предмет» и «Домашнее задание», а также ставят число месяца у соответствующего дня недели. Как правило, оно пишется сверху вниз, как и название дня недели, но очень часто его пишут, как обычный текст, слева направо. Учителя выставляют оценки и заверяют их своей подписью в соответствующих графах. Иногда классный руководитель устраивает проверку дневников, представляющую собой выставление отметок в дневники. Он по классному журналу объявляет отметки за конкретные предметы в конкретный день, а ученики ставят их в графы «Оценка» у соответствующего предмета за соответствующий день, после чего классный руководитель все отметки заверяет своей подписью.
Под таблицей «Среда» расположена графа «Для заметок», куда учителя (а также администрация школы) записывают замечания и прочую информацию, а под таблицей «Суббота» расположены графы «Подпись классного руководителя» и «Подпись родителей», где в конце недели расписываются классный руководитель и родители (законные представители), соответственно. Число предметов в графе каждого дня недели ограничено восемью, как правило, у школьников 5-6 уроков.